# 磷酸乙醇胺
磷酸乙醇胺（英語：phosphorylethanolamine或phosphoethanolamine）是一种乙醇胺衍生物，用于生物体内形成甘油磷脂和神经鞘磷脂。其为二元酸，电离常数pKa1=5.61，pKa2=10.39。作为一种开发中的药物，其曾被错误地宣称具有抗癌功效，经过人体临床研究，未发现其具有任何有益的效果。

## 合法性
该物质作为治疗癌症药物的有效性和合法性曾在巴西引起争议。尽管磷酸乙醇胺的抗癌效果未得到证实，且从未通过巴西国家卫生监督局授权用于治疗癌症，圣保罗大学圣卡洛斯校区化学教授吉尔贝托·切里斯（Gilberto Chierice）曾长达20多年内利用自身实验室资源对磷酸乙醇胺进行生产，并通过非正式途径向癌症患者无偿赠予该药物。其每月生产5万粒磷酸乙醇胺胶囊，涉及1000名患者。到了2015年9月，校方开始阻止了切里斯的做法，但遭到癌症患者的反对和起诉。10月，几家法院判决原告胜诉，同月，联邦最高法院批准一名临终癌症患者使用该药物治疗，但到了11月州级法院又推翻了下属法院的判决。此事件导致该药物引起巴西国内关注，并对其治疗癌症有效性产生争议。
2016年，时任联邦众议员的巴西前总统雅伊尔·博索纳罗提交的一项法案获批，法案提到磷酸乙醇胺无需经国家卫生监督局注册即可在巴西使用和销售。尽管遭到巴西医学协会、巴西临床肿瘤学会和国家卫生监督局的反对，时任总统的迪尔玛·罗塞夫在4月14日批准了这一法案，但一个月后联邦最高法院以安全性为由推翻。
此次事件导致巴西启动了两项关于此药的有效性的研究。一项是在圣保罗政府资助下展开为期8个月的药效分析，最终以无显著临床效果为由终止。另一项是科技部在小鼠上展开的研究，结果发现磷酸乙醇胺对肿瘤生长无抑制效果，唯一值得庆幸的是其对人体无毒。虽然研究结论遭到了切里斯本人的质疑，但磷酸乙醇胺的抗癌效果一直未得到证实。替代医学教授埃德扎德·恩斯特评价其为“巴西医学诈骗中最特别的一个”。

## 延伸阅读
- 邹行. . 巴西侨报网.   [2024-08-30]. （原始内容存档于2024-08-30）.
- Escobar, H. . Science. 2016, 352 (6281): 18. Bibcode:2016Sci...352...18E. PMID 27034350. doi:10.1126/science.352.6281.18.
- Escobar, Herton. . Science. 2016  [2024-08-30]. doi:10.1126/science.aaf9915. （原始内容存档于2022-11-27）.